# Anna Maria Kruijff
Anna Maria Kruijff (Sassenheim, 19 november 1870 – Laren, 7 februari 1946) was een Nederlands schilder, tekenaar en illustrator.

## Leven en werk
Kruijff was een dochter van bloemist Jan Hermanus Godelief Kruijff en Johanna Cornelia Apollonia Klippink. Ze kreeg les van Edouard Taurel en werd opgeleid aan de Rijksakademie in Amsterdam. Ze was ook leerlinge van Maurits van der Valk en kreeg aanwijzingen van George Hendrik Breitner. Ze schilderde en tekende onder meer landschappen, dieren, portretten en prentenboeken. Ze was daarnaast actief als beeldhouwer. Ze was lid van Arti et Amicitiae en de vereniging van beeldende kunstenaars Laren-Blaricum, waarmee ze ook exposeerde. Ze exposeerde verder bij 'De Vrouw 1813-1913' en in 1916 met drie werken in een tentoonstelling bij Artis, waar ze geregeld inspiratie opdeed.
Kruijff trouwde in 1896 met ambtenaar Eduard Willem Stork. Zij scheidden in 1913, waarna ze hertrouwde met de jurist Wouter Marius van de Werk (1875-1969), die ook schilderde. Zij vestigden zich in het schildersdorp Laren. Nadien woonde ze met haar man nog in onder meer Amsterdam en Frankrijk, tot ze terugkeerden naar Laren waar ze in 1946 overleed. 

## Enkele werken

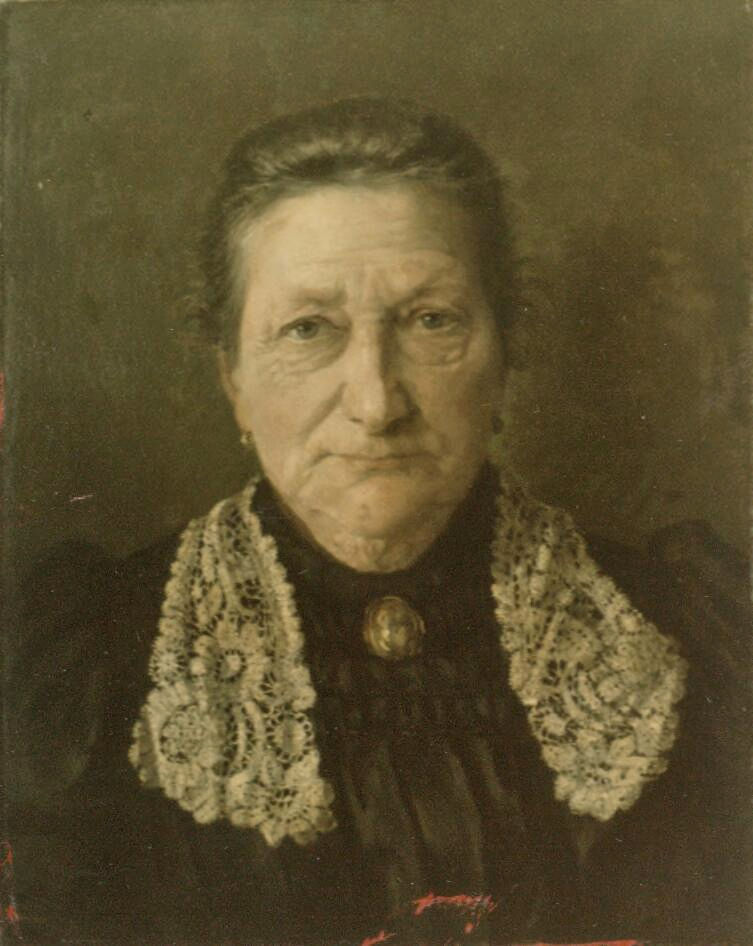
Portret van Elisabeth Drossaart (1909)
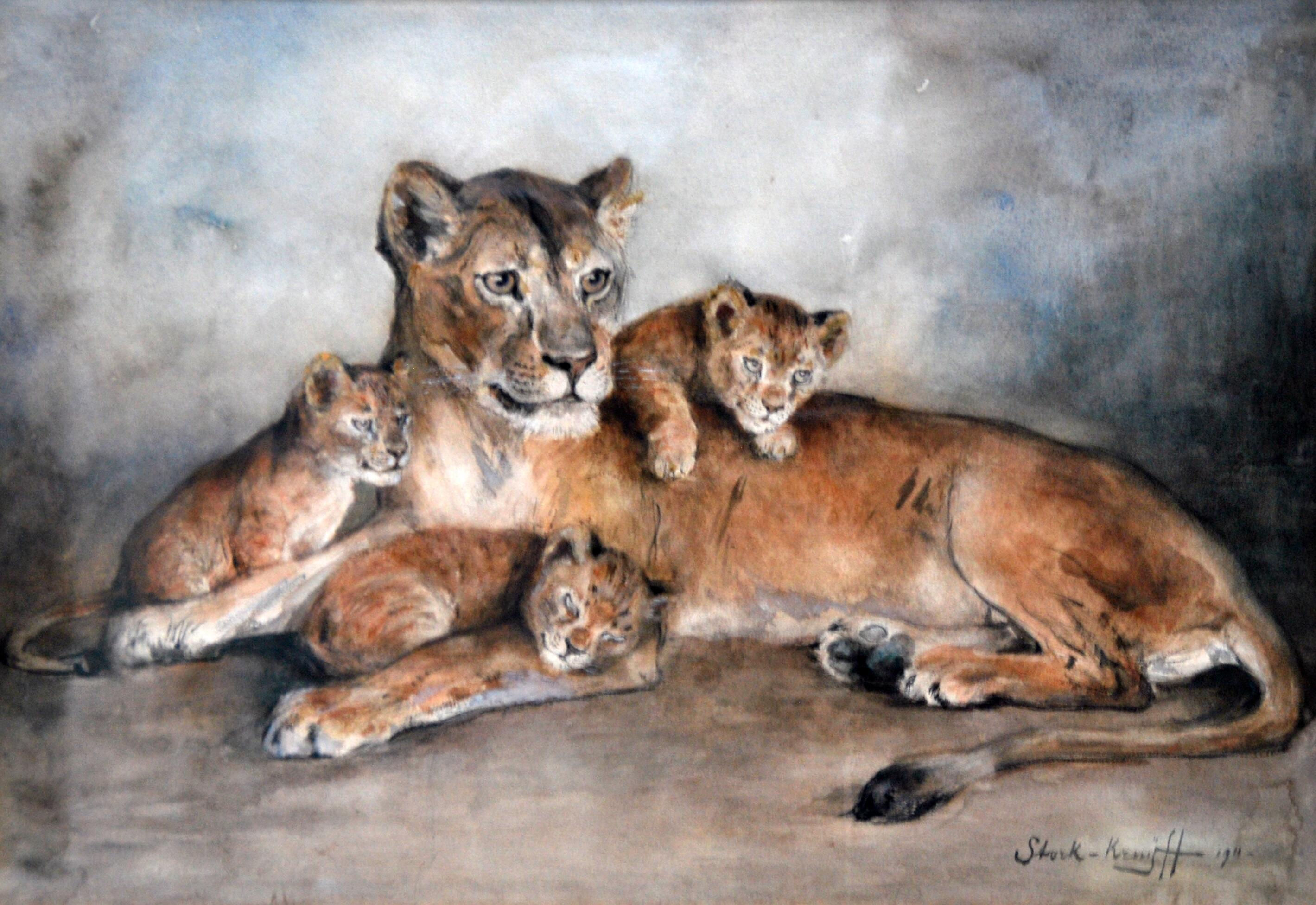
Leeuwenfamilie (1911)
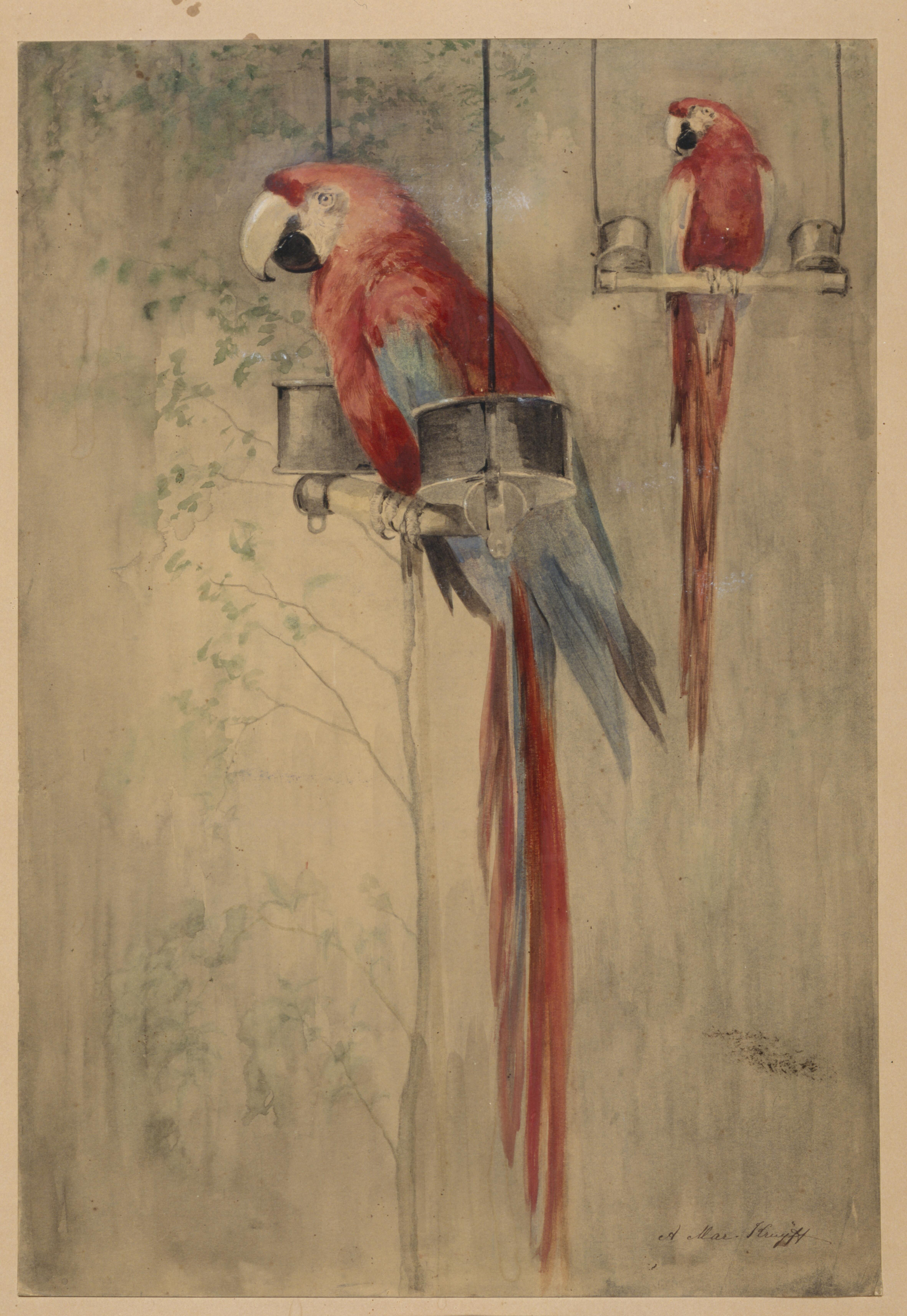
Twee papegaaien (1915)

- Biografisch Portaal: 61113889
- Digitale Bibliotheek voor de Nederlandse Letteren: stor046
- International Standard Name Identifier: 0000 0003 8822 6292
- Nederlandse Thesaurus van Auteursnamen: 073702706
- RKD-Nederlands Instituut voor Kunstgeschiedenis: 88774
- Virtual International Authority File: 281334814
- WorldCat: E39PBJg8K7WXHyb4pjrXhywjYP